# Снежната кралица 3: Огън и лед
„Снежната кралица 3: Огън и лед“ (на руски: Снежная королева 3: Огонь и лёд) е руска 3D компютърна анимация от 2016 година, по сценарий и режисура на Алексей Цицилин. Трилогичният филм е продължението на „Снежната кралица 2“ (2014), продуцирано от Wizart Animation. Във филма участват Наталия Бистрова в ролята на Герда. заедно с Николай Бистров, Филип Лебедев, Диомид Виноградов, Олга Зубкова, Всеволод Кузнецов, Ирина Дериенкова, Александър Груздев и Олга Шорохова. Международният актьорски състав включва Лори Хаймс като Герда и Джейсън Грифит, Греъм Халстед, Били Боб Томпсън, Девин Бейли Грифин, Скот Райов, Лори Гарднър, Марк Томпсън, Ванеса Йохансон, Том Уейланд, Самара Найеми, Айлийн Стивънс и Дий Брадли Бейкър в поддържащи роли.
Филмът като неговите предистории е вдъхновен от класическата едноименна история от 1844 г. на Ханс Кристиан Андерсен. Главната героиня на историята е Герда, чието име е същото като главния герой в датската приказка. Герда героинята среща огненото момче Ролан заедно с други приятели, които тръгват на ново пътешествие, за да съберат семейството си. Герда и Ролан се опитват да използват новите си сили на лед и огън, тъй като техните пътувания включват Северното кралство и Испания. Филмът е известен със ситуационната си комедия и скали, заедно със съпоставянето на огън и лед. Полярните зимни настройки, използвани в сериала, също са част от филма.
Анимационният филм се продава предварително в ранния етап на продукцията с едновременно пускане и специални рекламни дейности, планирани през периода на театралното разпространение. Филмът е най-високобюджетният анимационен филм на Wizart Animation. След излъчването на трейлъри през ноември 2016 г., филмът дебютира в Русия на 29 декември 2016 г. След това излезе в много европейски страни, както и в цяла Латинска Америка през годините до 2018 г. Приключенският семеен анимационен филм продължи постави рекорд на чуждестранен касов офис за руски анимационен филм. Трилогичният филм се превърна в отличителен за критиците, които похвалиха знанията и визуалните ефекти на филма.
В България филмът е пуснат по кината на 27 януари 2017 г. от PRO Films.

## Синхронен дублаж
| Роля                 | Изпълнител |
| -------------------- | --- |
| Герда                | Августина-Калина Петкова |
| Кай                  | Цвети Пеняшки |
| Орм                  | Петър Калчев |
| Ролан                | Иван Велчев |
| Арог                 | Стефан Сърчаджиев-Съра |
| Шаман                | Сава Пиперов |
| Допълнителни гласове | Атанас Сребрев Михаела Тюлева Анатолий Божинов Константин Лунгов Росен Русев Камен Иванов Вилма Карталска Даниела Горанова Елисавета Господинова Златина Тасева Таня Етимова Лина Шишкова Христина Стоянова |

| Обработка           | Про Филмс        |
| ------------------- | ---------------- |
| Режисьор на дублажа | Николина Петрова |